# هیچ راهی برای بازگشت نیست (فیلم ۱۹۴۹)
هیچ راهی برای بازگشت نیست (به انگلیسی: No Way Back) یک فیلم سینمایی جنایی بریتانیایی به کارگردانی استفان اوسیکی محصول سال ۱۹۴۹ با بازی ترنس د مارنی، النور سامرفیلد و جک راین است. فیلمنامه مربوط به یک بوکسور مصدوم است که وقتی زندگی حرفه‌ای مبارزاتش به پایان می‌رسد و وارد یک ماجرای جنایت می‌شود و ...